# て
て en hiragana ou テ en katakana sont deux kanas, caractères japonais qui représentent la même more. Ils sont prononcés /te/ et occupent la 19e place de leur syllabaire respectif, entre つ et と.

## Origine
L'hiragana て et le katakana テ proviennent, via les man'yōgana, du kanji 天.

## Diacritiques
て et テ peuvent être diacrités pour former で et デ et représenter le son /de/.

## Romanisation
Selon les systèmes de romanisation Hepburn, Kunrei et Nihon, て et ツ se romanisent en « te », で et デ en « de ».

## Combinaisons
テ et デ peuvent être combinés afin de noter des mots étrangers utilisant des sons qui n'existent pas dans la langue japonaise :
- ティ : « ti » ;
- ディ : « di ».

## Tracé
L'hiragana て s'écrit en un seul trait.

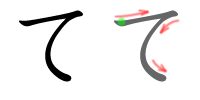
Ordre des traits pour て

1. Trait horizontal, suivi d'une boucle ouverte sur la droite.

Le katakana テ s'écrit en trois traits.
1. Trait horizontal.

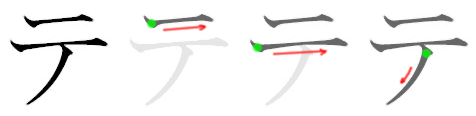
Ordre des traits pour テ

2. Trait horizontal, au-dessous du premier mais légèrement plus long.
3. Trait diagonal, légèrement incurvé, tracé de haut en bas et de droite à gauche en partant du milieu du deuxième trait.

## Représentation informatique
- Unicode[1],[2] :
  - て : U+3066
  - テ : U+30C6
  - で : U+3067
  - デ : U+30C7